# 莎莎國際

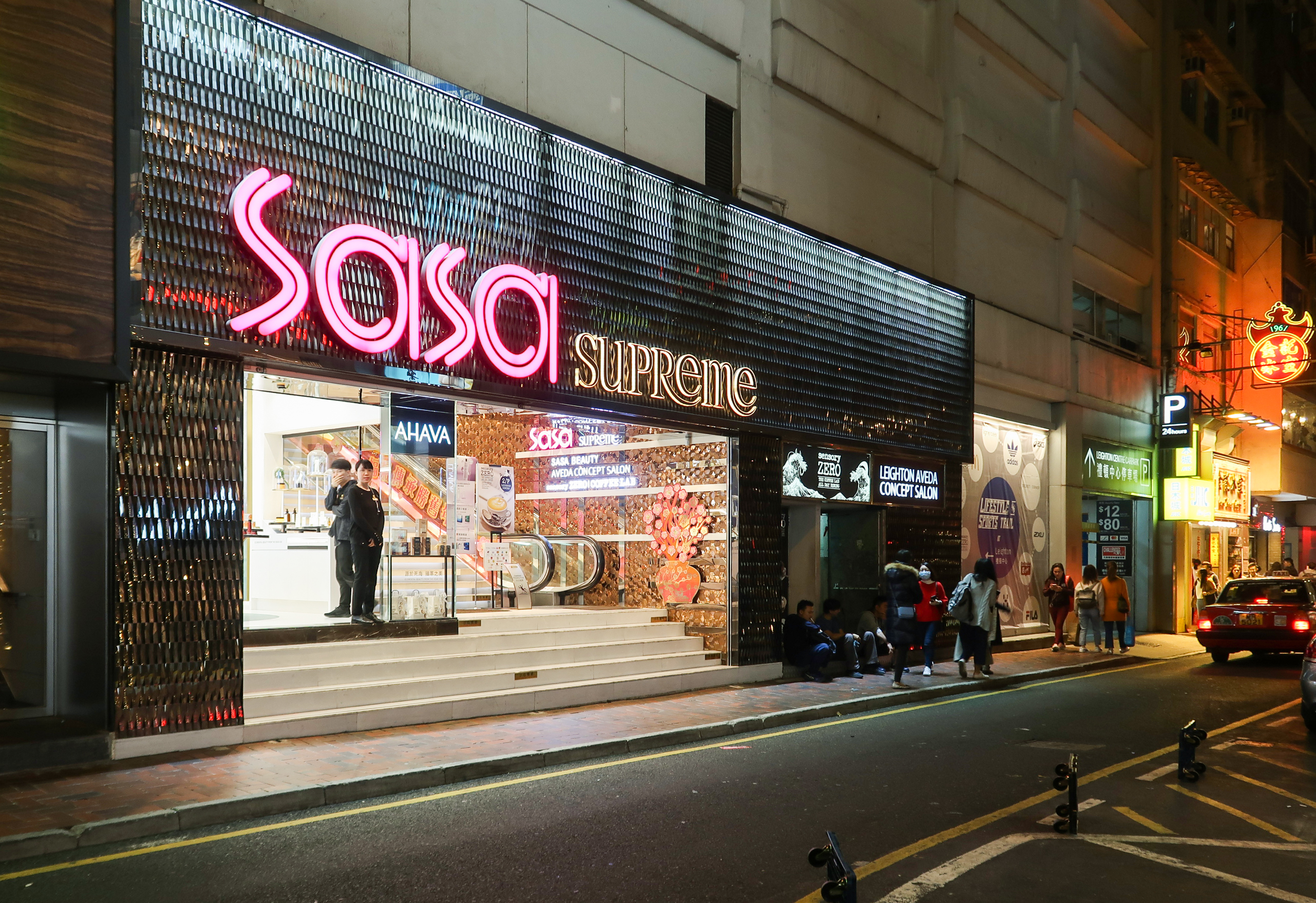
銅鑼灣禮頓中心莎莎生活概念店Sa Sa Supreme佔地約20,000呎，在2013年10月開業

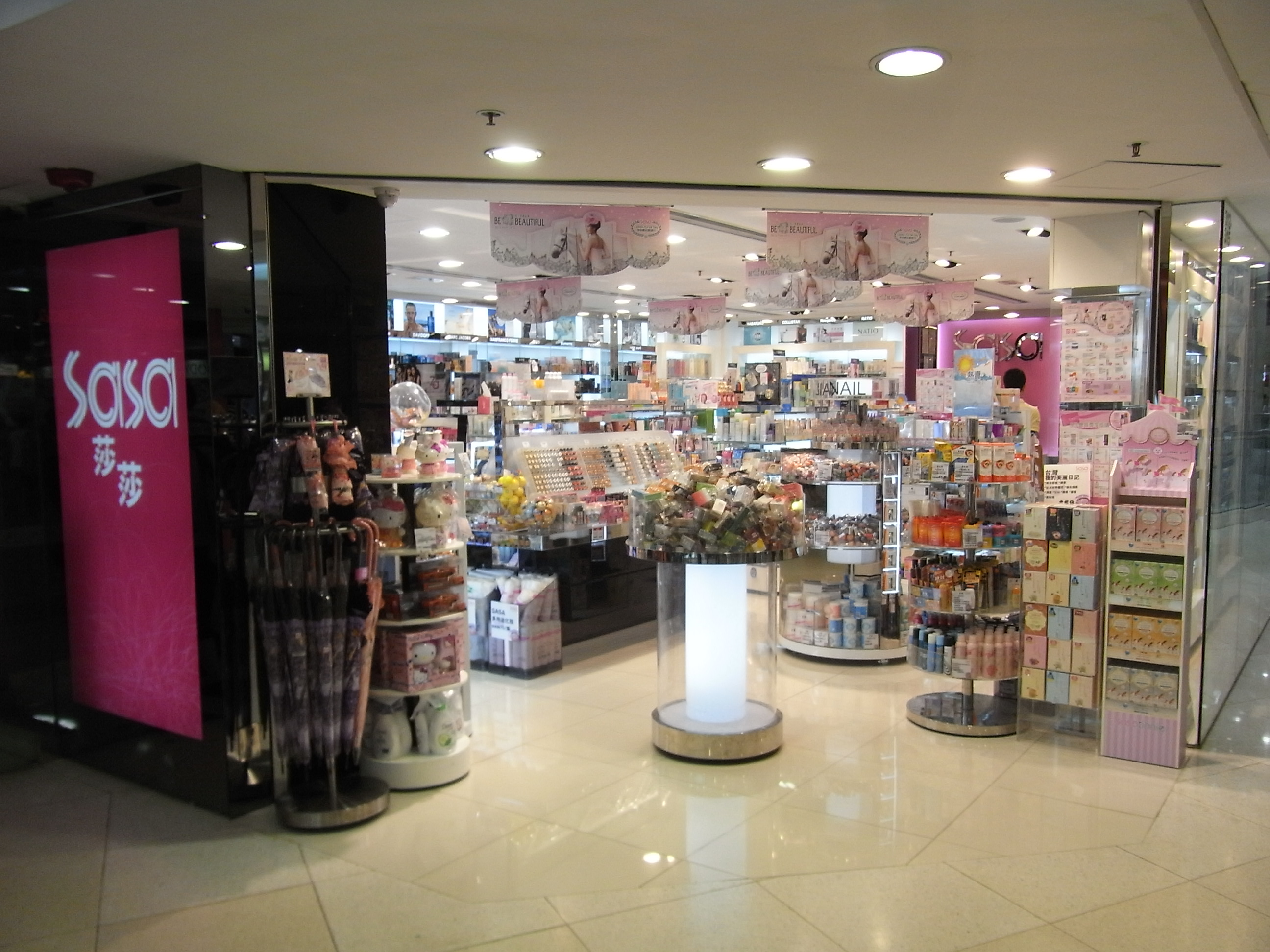
柴灣新翠商場分店

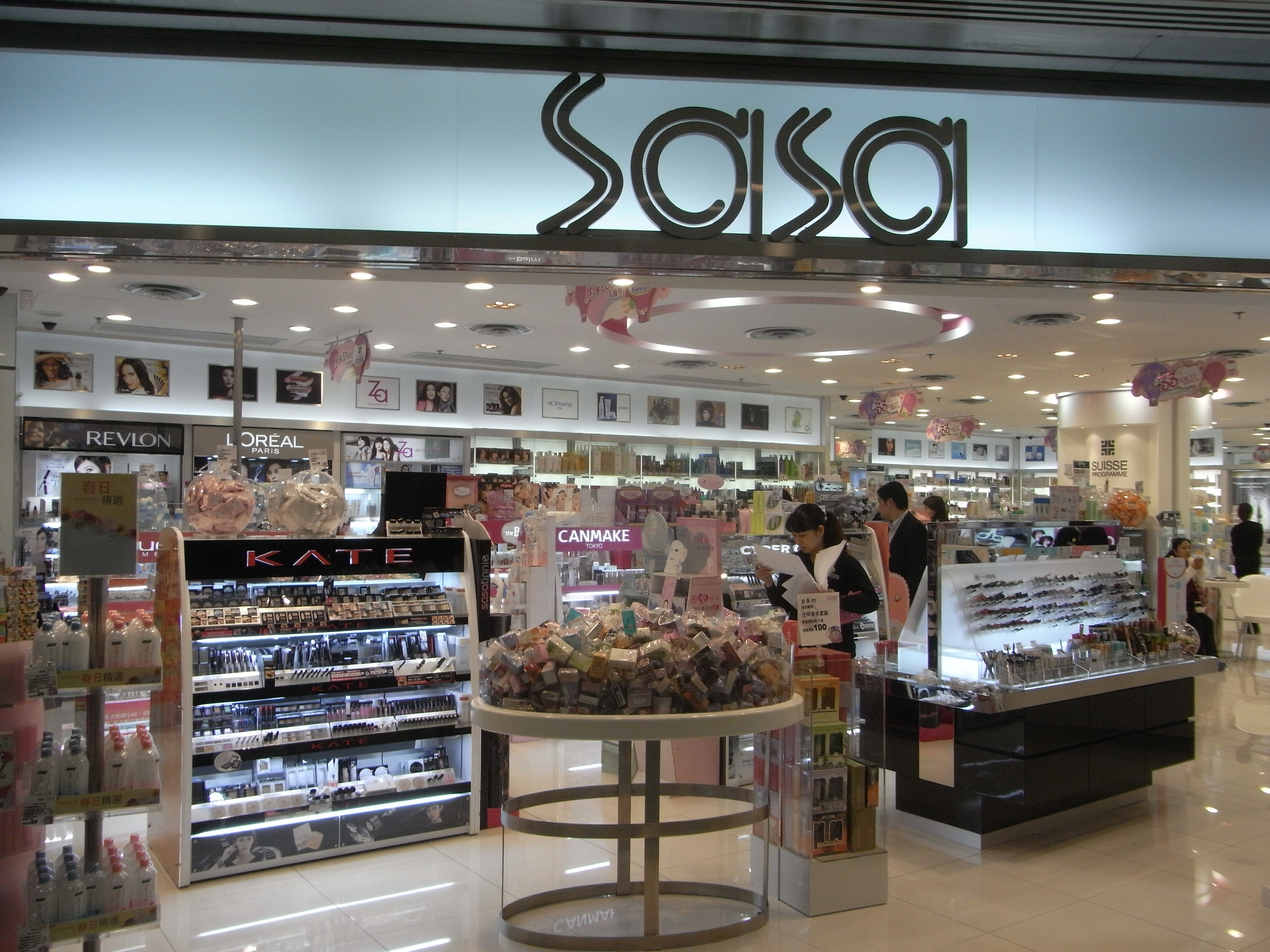
上環信德中心分店

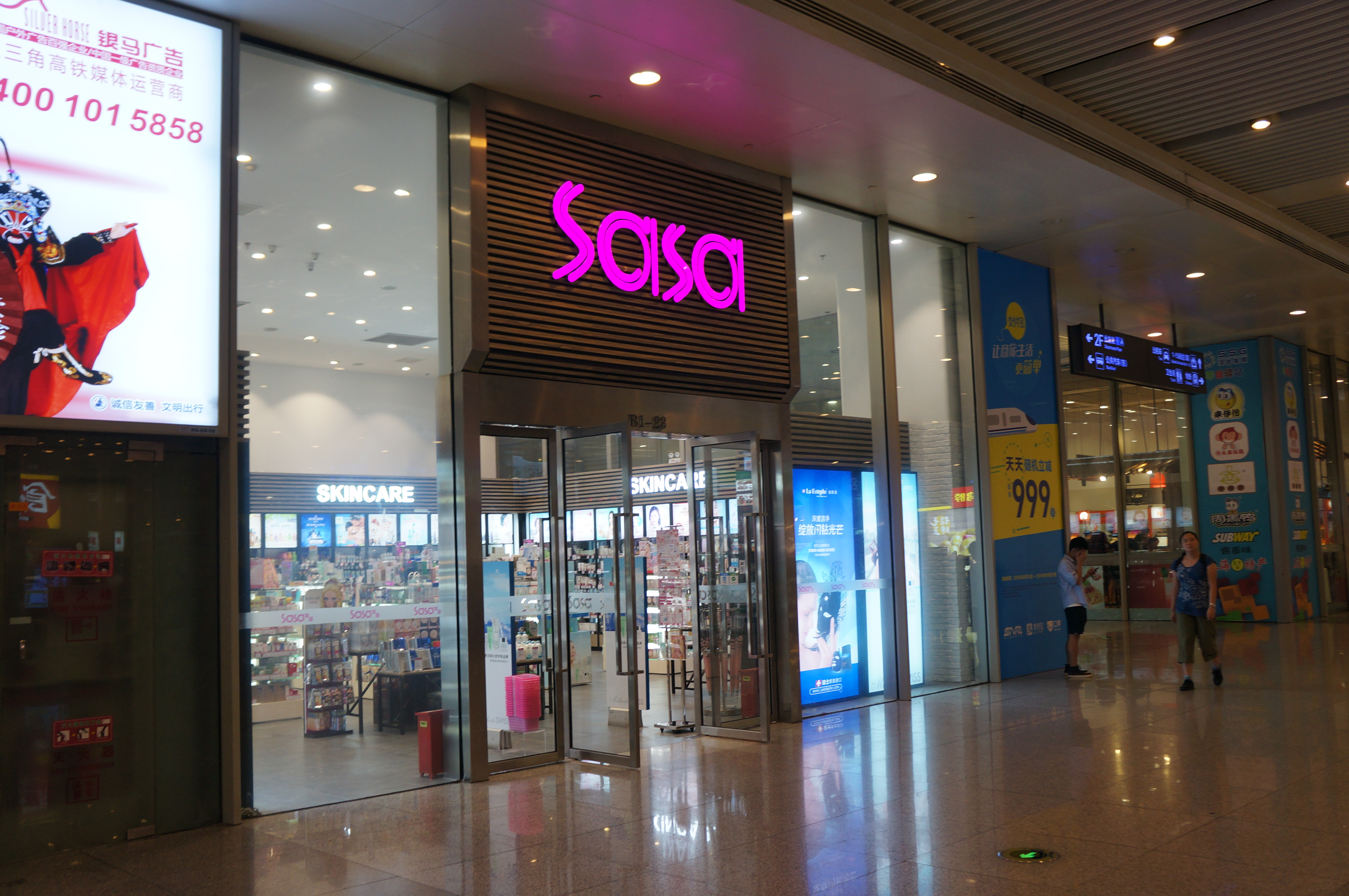
位于中国内地的上海虹桥站分店

莎莎國際控股有限公司（英語：Sa Sa International Holdings Limited），簡稱莎莎（英語：Sa Sa），是一家在香港交易所上市的綜合企業公司（港交所：0178）。主要業務是從事多種名牌化妝品之零售及批發，及提供美容及健美中心服務。集團在亞洲區設有約230間零售店，銷售約700個品牌產品，包括化粧品、護膚品、香水、頭髮護理用品等，其中逾180個為自家品牌及獨家代理的國際品牌產品，並以「一站式化粧品專門店」概念為客戶提供商品，透過多渠道的網上平台為顧客提供便捷的購物體驗。
集團為「恒生綜合小型股指數」、「恒生小型股（可投資）指數」、「富時環球指數系列」及「摩根士丹利資本國際指數」（「MSCI」）成份股，於2011年起獲選為「恒生可持續發展企業基準指數系列」成份股。
集團於亞太區聘用接近3,500名員工。公司在開曼群島註冊，主席為郭少明。

## 歷史
1970年代，郭少明及其妻在荃灣眾安街一帶開始售賣化妝品。1978年，郭少明及其妻在銅鑼灣總統商場，以2萬港元資金收購一間名為莎莎的小型化妝品店，為顧客提供折扣優惠以吸引顧客。其後不斷擴充。多年後郭少明辭去公務員職位，並全職經營莎莎。其後在總統商場店鋪內嘗試以超級市場的自助形式經營。經過多年擴展，莎莎在沙田開設總辦事處及2萬平方呎的貨倉。
至1997年，莎莎國際在香港共有10間分店，同年進軍海外，在澳門和馬來西亞各開設一間分店。1997年，莎莎在香港聯合交易所上市；1998年在香港開設多10家分店。2000年，莎莎入股女子健美中心菲利偉成為大股東。2005年，莎莎在香港、馬來西亞、台灣、泰國和澳門共有超過60家分店，僱員人數超過2450人，其後數年，增長至逾230間零售店及專櫃，銷售逾600個品牌產品，包括護膚品、香水、化粧品、護髮及身體護理產品、美容營養食品、以至專有品牌及獨家代理的名牌產品。在亞洲區內6個主要市場包括香港、中國大陸、新加坡、馬來西亞、台灣及澳門僱用逾4,600名員工。全年營業額近30億元人民幣。主營業務為化妝品零售，品牌管理並經營美容業務。並以其網站Sasa.com向世界各地的顧客提供產品資料及網上銷售服務。集團在海內外屢獲殊榮。
2013年7月16日，據香港土地註冊處資料顯示，莎莎國際斥資8,600萬港元購入柴灣明報工業中心B座18樓全層，16,367方呎，呎價5,254港元，創該廈新高。同日也公佈在廣東省東莞市長安鎮東門中路1號長安萬達廣場開設其首家化粧品零售店，占地約122平方米。
2013年8月2日，莎莎國際於銅鑼灣禮頓中心開設亞太區首間生活概念店Sa Sa Supreme，樓高兩層，佔地約20,000呎。
2018年2月，莎莎國際指因台灣業務表現一直疲弱，連續6年虧損，營業額佔比較其他市場為低，將退出當地市場，影響21家門市和約260名員工。
2019年12月，莎莎國際集團解釋因新加坡業務多年來表現欠佳，過去連續六個財年錄得虧損，雖曾重整業務，惟成效仍不理想，董事會決定關閉新加坡市場的所有零售店舖，共22間，專注發展港澳、中國內地、馬來西亞市場以及電子商貿業務。莎莎國際早前亦發出盈警。
2020年2月13日，消息指集團將公佈大裁員消息，向後勤部門裁員五至六成人手，約300至400員工的受影響。而前線員工方面要放12天至18天無薪假，年紀較大和年資高的同事更要強制退休和解僱。

## 贊助
2005年起，莎莎國際贊助香港賽馬會舉辦的婦女銀袋賽。
2014年起，莎莎化妝品贊助甲午年煙花匯演舉辦的香港賀歲煙花匯演。

## 分店[6]

### 旗艦店
至2016年11月，於香港各區設有10間旗艦店。

### 零售商店
至2017年7月，於香港各區設有115間零售商店。

### 內地分店
集團計劃於2025年內陸續關閉中國內地的18間線下店舖。截至2025年5月底已關閉9間店舖，餘下的店舖預計將於6月30日前全部關閉。

## 主要競爭對手
- 天使化妝品
- 卡萊美

## 外部連結
- 香港莎莎網店｜最大型美妝購物平台 （页面存档备份，存于）
- 香港莎莎化妝品官方網站 （页面存档备份，存于）